# Пуголовка Махмудбекова
Пуголовка Махмудбекова (Benthophilus mahmudbejovi) — вид риб з родини бичкових (Gobiidae). Зустрічається вздовж східних берегів Каспійського моря і в пониззі Волги до Волгограда. В морі відзначається від мису Піщаного на південь до півострова Челекен і острова Огурчинського.